# International Jugglers’ Association

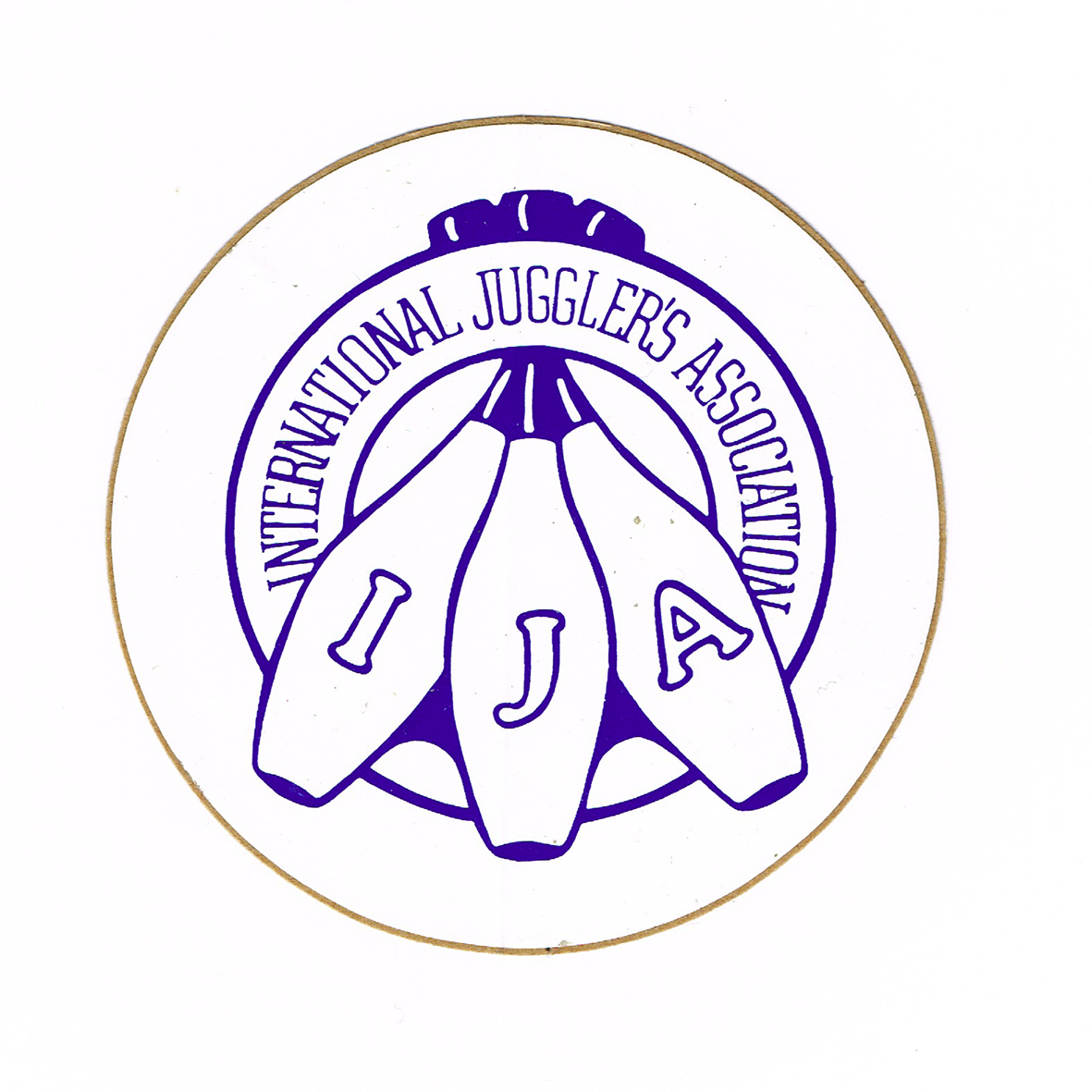
Logo der IJA auf einem Aufkleber, 1983

Die International Jugglers' Association (IJA) wurde im Juni 1947 in Pittsburgh, Pennsylvania (USA) als gemeinnützige Organisation gegründet zur weltweiten Förderung der Jonglierkunst. Sie ist die älteste Organisation von Jongleuren mit Mitgliedern aus der ganzen Welt.

## Geschichte

### Gründung
Zu den Gründungsmitgliedern 1947 gehören: Art Jennings, Roger Montandon, Harry Lind, Jack Greene, Bernie Joyce, George Barvinchak, Bill Dunham und Eddie Johnson.

### Conventions / Festivals
Die erste IJA-Convention fand im Juni 1948 in Jamestown, New York, statt. Von den damals 115 Mitgliedern der jungen Organisation nahmen 38 an der Convention teil. Die IJA-Conventions in den 1950er und 1960er Jahren blieben kleine Zusammenkünfte, an denen in der Regel zwischen zwanzig und dreißig Jongleure teilnahmen. Die erste IJA-Convention an der Westküste der USA fand 1968 statt und zählte vierzig Teilnehmer. 1975 fand in Youngstown, Ohio, die erste IJA-Convention in einer Turnhalle statt mit 175 Teilnehmern. 1982 kamen mehr als 600 Jongleure zur IJA-Convention.
Die erste IJA-Convention außerhalb der USA fand 1992 in Montreal, Kanada, statt.
Im Jahr 1978 veranstaltete die IJA einen Mini-Kongress in Brighton, Großbritannien. Daraus entwickelte sich die European Juggling Convention, die heute die weltweit größte Zusammenkunft von Jongleuren ist.

### Veröffentlichungen
Von 1949 bis Ende 1981 verschickte die International Jugglers' Association ihren gedruckten Newsletter an Mitglieder. 1981 wurde der Newsletter durch die Zeitschrift Juggler's World ersetzt. Juggler's World war speziell auf die Bedürfnisse und Interessen der Jongliergemeinschaft ausgerichtet und veröffentlichte Jongliernachrichten aus aller Welt, Interviews, Theaterkritiken, historische Anekdoten, Aufführungstipps und zahlreiche Bilder.
Im Jahr 1998 wurde die Zeitschrift JUGGLE zur offiziellen Publikation der Organisation. Im Jahr 2012 stellte die IJA auf ein Online-Magazin mit dem Namen eJuggle um. eJuggle veröffentlicht aktuelle Jongliernachrichten aus aller Welt, Artikel, Videos, Podcasts und vieles mehr und ist für jeden zugänglich. Einige spezielle Inhalte sind nur für IJA-Mitglieder verfügbar. Seit 2006 verschickt die IJA auch den monatlichen IJA-eNewsletter per E-Mail an ihre Mitglieder. Darüber hinaus hat die IJA im Laufe der Jahre viele Lehrvideos produziert, um die Kunst des Jonglierens zu verbreiten.

## Mitgliedschaft
Die Vorteile einer IJA-Mitgliedschaft:
- Rabatte auf Jonglierrequisiten
- Jährliche IJA-Jonglierfestival
- eJuggle: das elektronische Magazin der IJA
- Monatlicher IJA-eNewsletter per E-Mail
- Zugriff auf die IJA-Mitgliederliste
- Exklusive Videos von Jongleuren wie Gatto, Peden, Gilligan, Pezzo
- Exklusive Jongliervideos von IJA-Wettbewerben in aller Welt
- Haftpflichtversicherung für Jongleure, die für IJA-Mitglieder sofort online verfügbar ist.[5]

## Zusätzliche IJA Programme
- Das Youth Educational Programm bringt zertifizierte Trainer zu Jonglierworkshops in die ganze Welt.[6]
- Der Video Tutorial Wettbewerb ist ein jährlicher Wettbewerb für frei verfügbare, qualitativ hochwertige online Video Anleitungen.[7]
- Das Props2U Programm unterstützt Entwicklungsländer mit gebrauchen Jongliergeräten.
- Das IJA Mentorship Programm ermöglicht Mitgliedern einen Erfahrungsaustausch mit professionellen Jongleuren.[8]

## Conventions und Wettbewerbe
Die IJA veranstaltet die größte wochenlange Jonglierconvention in Nordamerika, das IJA-Festival.
Das IJA-Festival findet jedes Jahr in einer anderen Stadt in Nordamerika Mitte bis Ende Juli statt. Neben den Wettbewerben gibt es auch Shows mit professionellen Künstlern, welche für die Öffentlichkeit zugänglich sind. Ebenso gibt es eine Vielzahl an Workshops.
Die Organisation führt eine Liste von Rekordhaltern und Gewinnern der Wettbewerbe.

### Austragungsorte der IJA-Festivals
- 2025 Evansville, Indiana
- 2024 Green Bay, Wisconsin
- 2023 South Bend, Indiana
- 2022 Cedar Rapids, Iowa
- 2019 Fort Wayne, Indiana
- 2018 Springfield, MA
- 2017 Cedar Rapids, Iowa
- 2016 El Paso, Texas
- 2015 Quebec City, Kanada
- 2014 West Lafayette, Indiana

- 2013 Bowling Green, Ohio
- 2012 Winston-Salem, North Carolina
- 2011 Rochester, Minnesota
- 2010 Sparks, Nevada
- 2009 Winston-Salem, North Carolina
- 2008 Lexington, Kentucky
- 2007 Winston-Salem, North Carolina
- 2006 Portland, Oregon
- 2005 Davenport, Iowa
- 2004 Buffalo, New York
- 2003 Reno, Nevada
- 2002 Reading, Pennsylvania
- 2001 Madison, Wisconsin
- 2000 Montreal, Quebec, Canada
- 1999 Niagara Falls, New York
- 1998 Primm, Nevada
- 1997 Pittsburgh, Pennsylvania
- 1996 Rapid City, South Dakota
- 1995 Las Vegas, Nevada
- 1994 Burlington, Vermont
- 1993 Fargo, North Dakota
- 1992 Montreal, Quebec, Canada
- 1991 St. Louis, Missouri
- 1990 Los Angeles, California
- 1989 Baltimore, Maryland
- 1988 Denver, Colorado
- 1986 San Jose, California

- 1985 Atlanta, Georgia

- 1984 Las Vegas, Nevada
- 1983 Purchase, New York
- 1982 Santa Barbara, Kalifornien
- 1981 Cleveland, Ohio
- 1980 Fargo, North Dakota
- 1979 Amherst, Massachusetts
- 1978 Eugene, Oregon
- 1977 Newark, Delaware
- 1976 Los Angeles, Kalifornien
- 1975 Youngstown, Ohio
- 1974 Sarasota, Florida
- 1973 Livingston, New Jersey
- 1972 Rocky Hill, Connecticut
- 1971 Rocky Hill, Connecticut
- 1970 Los Angeles, Kalifornien
- 1969 Los Angeles, Kalifornien
- 1968 San Mateo, Kalifornien
- 1967 Fallsburg, New York
- 1966 Salem, Massachusetts
- 1965 Bronx, New York
- 1964 Wheeling, West Virginia
- 1963 Wickford, Rhode Island
- 1962 Erie, Pennsylvania
- 1961 Bristol, Tennessee
- 1960 Madison, Wisconsin
- 1959 Wickford, Rhode Island
- 1958 Ashtabula, Ohio
- 1957 Chataqua, New York
- 1956 Norwalk, Ohio
- 1955 Lancaster, Pennsylvania
- 1954 Elkhart, Indiana
- 1953 Erie, Pennsylvania
- 1952 Altoona, Pennsylvania
- 1951 Williamsport, Pennsylvania
- 1950 Elkhart, Indiana
- 1949 Jamestown, New York

- 1948 in Jamestown, New York

- 1947 Pittsburgh, Pennsylvania (Gründungstreffen)

Die IJA Stage Championships sind die offiziellen Weltmeisterschaften in der Jonglage, welche Medaillen und Preisgeld für teilnehmende Jongleure vergeben. Diese Wettbewerbe finden während des IJA Festivals statt. Es gibt drei Kategorien der IJA Stage Championships: Individuals (einzelne Teilnehmer), Teams (zwei oder mehr Teilnehmer pro Team) sowie Juniors (einzelne Teilnehmer bis 17 Jahre). Die ersten drei Plätze jeder Kategorie erhalten Medaillen und Geldpreise.
Die Numbers Championships vergeben Gold, Silber und Bronze Medaillen an die Teilnehmer, welche die meisten Bälle, Keulen oder Ringe am längsten jonglieren können. Diese Wettkämpfe finden in drei Kategorien statt: Einzel, Duo und Trio. Die aktuellen IJA Rekorde sind auf der IJA Webseite einsehbar. Seit 2006 gibt es auch Preisgeld für jeden Gewinner eines Numbers Bewerb sowie einen extra Preis für jeden der einen bestehenden IJA Rekord bricht.
Andere Wettkämpfe im Rahmen des jährlichen IJA Festival sind die Individual Prop Competition, die Extreme Juggling Competition und die World Joggling Championships sowie weitere traditionelle Jonglierspiele.

## Namhafte Mitglieder

### Präsidenten
- Ronald Graham

### Rekordhalter und Gewinner der Stage Championships
- Jeff Civillico
- Thomas Dietz
- Vova Galchenko
- Michael Karas (Juggler)
- Peter Kaseman
- Tsushi Kikyo
- Takashi Kikyo
- Jake LaSalle
- Martin LaSalle
- Robert Mosher III
- Christoph Mitasch
- Manuel Mitasch
- Wes Peden
- Doug Sayers